# Марков, Сергей Владимирович (корнет)
Серге́й Влади́мирович Ма́рков (1898, Ялта — март 1944, Вена) — русский военный, корнет Крымского Конного Её Величества полка, монархист, участник Первой мировой войны, Белого движения и попытки спасения семьи императора Николая II, автор мемуаров. В эмиграции с 1920 года.

### Семья и ранняя жизнь
Дед — Сергей Владимирович Марков (1828—1907) — участник Крымской войны, чиновник, соратник графа Витте, тайный советник, член Государственного совета Российской империи.
Отец — Владимир Сергеевич Марков. Воспитывался в Императорском Александровском лицее, после армии служил в Министерстве иностранных дел, затем — в Министерстве финансов, а в начале Первой мировой войны был назначен в распоряжение главного начальника Одесского военного округа и одесского генерал-губернатора, генерала от инфантерии Михаила Эбелова. По словам самого Маркова, его дед и отец были помещиками Тамбовской, Саратовской и Костромской губерний.
Мать — Мария Степановна Маркова. Была разведена с Владимиром и весной 1908 года вышла замуж за давнего знакомого семьи ялтинского губернатора Ивана Думбадзе, до этого ухаживавшего за ней, таким образом делая Сергея его пасынком.
Родился Сергей Владимирович Марков в 1898 году «благодаря службе отца», в Крыму, в Ялте. Жил попеременно с каждым из родителей, часть детства провёл с отцом в Одессе. С малых лет был знаком с императорской семьёй благодаря их приездам в Ялту и размещению у губернатора.
Обучался в Одесском кадетском корпусе, после четвёртого класса которого в 1912 году перевёлся в Николаевский кадетский корпус в Петербурге.

### Первая Мировая война и Февральская революция
В январе 1915 года по удовлетворённой просьбе отца императрице ему разрешилось поступить в любое военное училище по выбору, и летом Марков поступил в ближайшее к Одессе Елисаветградское кавалерийское училище. Окончил его 1 февраля 1916 года и был произведён в прапорщики по армейской кавалерии с зачислением на службу в 5-й гусарский Александрийский Её Величества полк, так как свободных вакансий в Крымском конном полку не было. Был принят государыней в Александровском дворце.
По собственному желанию отправился воевать в Первую мировую с личного разрешения военного министра Сухомлинова. По просьбе отца был зачислен в Крымский конный Её Величества Государыни Императрицы Александры Феодоровны полк для службы вместе со своим сводным братом Александром Думбадзе. Прибыл в полк 29 августа 1916 года в г. Бельцы Бессарабской губернии, и был зачислен в 5-й эскадрон во взвод, которым командовал Александр. В сентябре полк прибыл в Гродно и вступил в состав 1-й отдельной гвардейской бригады, которой командовал генерал-майор Павел Скоропадский.
Участвовал в боях в Августовских лесах и в наступлении на Восточную Пруссию. Первую награду, Георгиевский крест 4-й степени, получил ещё в январе 1915 за бой 17 сентября 1914 года.
Был в Петрограде на момент Февральской революции. 4 марта приехал в Александровский дворец в Царском Селе и присоединился к императорской свите, но потерял доступ туда после ареста царской семьи. Императрица Александра адресовала ему одно из своих писем во время ареста в Селе, обращаясь к нему по прозвищу «Маленький». 20 марта Сергей был назначен в 8-й запасной кавалерийский полк в Херсонской губернии, куда отправился 23 марта. Находясь на Украине, окружал себя единомышленниками, желавшими спасти царскую семью, а также строя собственные планы.
Приказом Временного правительства от 31 мая 1917 года был произведён в корнеты со старшинством с 16 апреля 1916 года.
В июне подал рапорт о болезни, и 23 июня по упрощённым протоколам был единогласно признан медицинской комиссией негодным к военной службе и уже 4 июля посетил в Петрограде подругу императрицы Юлию Ден, с которой был знаком и общался через посредников. Во время краткого пребывания с ней в Финляндии познакомился с бывшим членом Государственной Думы, политиком-черносотенцем Николаем Евгеньевичем Марковым 2-м, говорившем о тайной организации по охране императорской семьи. Находясь в Одессе для получения отпуска в середине июля, узнал об увозе царской семьи из Царского Села.

### Попытка спасения царской семьи и Гражданская война
Члены тайной организации «Союз Русского Народа» передавали данные о жизни царской семьи в Тобольске. В марте 1918 года туда направился сам Сергей, вскоре после чего для конспирации временно вступил в Красную Армию. Его контактом в городе был зять Распутина Борис Николаевич Соловьёв. Колчаковский следователь Николай Соколов, расследовавший убийство царской семьи, считал Соловьёва немецким шпионом, имевшим целью убить императора (и, соответственно, передававшим С. В. Маркову ложные сведения), и даже арестовывал его в Чите. Эта идея продвигалась в его книге 1925 года «Убийство царской семьи», и на неё отвечал Сергей Марков в своих мемуарах, не разделяя подозрений, в том числе в свой адрес, и обвиняя Соколова в игнорировании его показаний. Марков также публиковал отрывки черновых воспоминаний Соловьёва, умершего в 1926 году в Париже. О предполагаемой связи Маркова с немцами также писал генерал Дитерихс в своей книге 1922 года «Убийство царской семьи и членов Дома Романовых на Урале», вплоть до версии о передачи им письма от императора Вильгельма с предложением перевоза царской семьи в Германию.
Хотя с заключёнными была установлена связь, организация практически не выходила из стадии планирования, её члены, включая самого Маркова, периодически арестовывались и отпускались, а также для проведения операций не хватало денег. Таким образом, попытки спасения царской семьи не увенчалась успехом, и в ночь с 16 на 17 июля она была расстреляна.
22 июля в Петербурге вышел на связь с германским генеральным консульством, написал два письма великому герцогу Эрнсту Людвигу, брату убитой императрицы. 19 августа 1918 года Марков прибыл в Киев, вскоре после чего вступил в Астраханскую армию, создаваемую на финансирование немцев и альтернативную Добровольческой армии генерала Алексеева, и был направлен в распоряжение капитана Ратманова. В начале сентября был назначен начальником бюро записи в армию в Кременчуге и вербовал новых членов.
В конце 1918 года, во время падения режима гетмана Скоропадского и наступления частей Петлюры на Киев, работал совместно с генерал-майором Дмитрием Гурко над эвакуацией из Киева офицеров и их семейств в Германию, после чего остался при нём офицером по поручениям. Ориентировочно после превращения Астраханской армии в корпус под начальством донского атамана Краснова в октябре 1918 и до своего отъезда в самом начале января 1919 года вступил в Западную добровольческую армию.
Также успел послужить в качестве личного ординарца главнокомандующего всеми вооруженными силами на Украине и главнокомандующего Северной монархической армией, генерала от кавалерии графа Келлера и поработать в германской комендатуре города Киева. О событиях конца 1918 года обещал «написать в отдельной книге», однако она так и не вышла.
21 января 1919 года Марков выехал из Киева в Германию, переодетый в германскую военную форму, совместно с немецким 68-м пехотным полком, которому был официально представлен как студент, едущий в Германию на продолжение образования и временно принятый переводчиком при штабе батальона. Сам он объяснял свой отъезд желанием увидеться с великим герцогом Эрнстом Людвигом и «лично доложить Ему о жизни Его Августейшей сестры и Её Семьи за этот последний год», как «последней обязанностью по отношению к Тем, на Кого молился, Кого боготворил и Кому верно и честно служил всю жизнь».

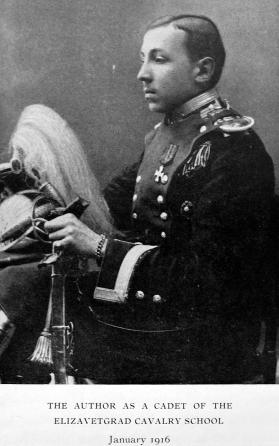
С. В. Марков, фотография из английского издания «Покинутой царской семьи», подпись с английского: «Автор, будучи кадетом Елисаветградского кавалерийского училища. Январь 1916»

### Жизнь в эмиграции и смерть
В эмиграции жил в Австрии. В 1928 году в Вене вышла его книга воспоминаний «Покинутая царская семья», прежде всего повествующая о его жизни незадолго до двух революций, во время их и после них, вплоть до его отъезда из Киева.
Книга была издана в Лондоне и Нью-Йорке в 1929 году, переведённая на английский язык поэтом Фрэнком Стюартом Флинтом (1885—1960) и Д. Ф. Тэйтом под названием «Как мы пытались спасти царицу» (англ. «How we tried to save the tsaritsa»), а также на итальянском в 1938 году.
В своих мемуарах вступал в полемику с Николаем Евгеньевичем Марковым (Марковым 2-м) и его помощником Виктором Павловичем Соколовым, участвовавшими в организации тайного общества по спасению Николая II. В 1929 году вышло переиздание его книги с приложением — брошюрой «Ответ С. В. Маркова Н. Е. Маркову II». В ней Сергей размышляет о реакции эмигрантских кругов на свою книгу, а также отвечает на критику со стороны Николая. Н. Е. Марков в своём письме критиковал автора за искажение некоторых фактов и выдвигал прочие обвинения, продиктованные его ультраправыми радикально-монархическими взглядами. С. В. Марков ответил на эти выпады и обвинил своего оппонента в преступном бездействии, плохой организации подполья, усомнился в существовании у последнего намерений освободить императора.
Умер Сергей Владимирович в Вене в марте 1944 года.